# Filip Dort
Filip Dort (* 27. července 1980) je bývalý český fotbalový záložník a současný trenér MFK Dobříš.

## Kariéra
Vystudoval Gymnázium Karla Čapka v Dobříši.
S fotbalem začal v MFK Dobříš, za který už v 16 letech hrál v I. A třídě. V zimě 1996 přestoupil do staršího dorostu AC Sparta Praha. Na jaře 2001 jej trenér Stanislav Griga několikrát vytáhl do áčka, ale neprosadil se v něm. V sezoně 2001/2002 pomohl béčku k postupu do 2. ligy. V létě 2003 o něho projevil zájem trenér Tomáš Matějček z SFC Opava. V Opavě se mu střelecky dařilo – odehrál zde jednu sezonu a dal v ní 11 branek. V posledním kole si však přetrhl zkřížený vaz v koleni. Po sezoně mu ve Spartě skončila smlouva a rozhodl se zamířit do FK Chmel Blšany, kde měl jistotu, že bude hrát. Na jaře 2005 změnil dres znovu, tentokrát zamířil do FC Slovan Liberec. Kvůli nedostatku příležitostí hrát se vrátil do Blšan, tentokrát na hostování. Tady vydržel půl roku než si jej Liberec stáhl. V létě však tým angažoval čtveřici Brazilců a Dort odešel na vlastní žádost na hostování do FK Teplice. Ačkoliv byl zájem jak hráče, tak Teplic na pokračování angažmá, nedokázala se vedení Teplic a Liberce na přestupu domluvit. Vrátil se proto do Liberce, který vedl Robert Žák. Týmu se ovšem nedařilo a po 9. kole se novým trenérem stal Ladislav Škorpil. Dort v týmu vydržel do konce ročníku 2008/2009. V té době se však v týmu chytil Chorvat Andrej Kerić a vedení se rozhodl angažovat další Chorvaty. Dort proto přestoupil do 1. FK Příbram, které ovšem od začátku neprobíhalo právě šťastně. V zimě 2010 pak přestoupil do druholigového týmu FC Vysočina Jihlava, kde se stal kapitánem. Na konci srpna 2011 chtěl spáchat sebevraždu, tomu zabránila policie. V září 2011 se z osobních a zdravotních důvodů domluvil s vedením na přerušení smlouvy. V prosinci pak trenér Roman Pivarník oznámil, že s Dortem už nepočítá. V lednu 2012 se vedení klubu s hráčem domluvilo na ukončení smlouvy. V zimě 2012 se vrátil do rodné Dobříše, které pomohl postoupit z 1. A třídy do divize. Od roku 2020 figuruje v Dobříši jako hlavní trenér A-týmu.

## Úspěchy
- FC Slovan Liberec
  - mistr Česka (2005/06)
  - 2. místo v Poháru ČMFS (2007/08)
  - 3. místo v Gambrinus lize (2008/09)